# Romelfing
 Romelfing  es una comuna y población de Francia, en la región de Lorena, departamento de Mosela, en el distrito de Sarrebourg y cantón de Fénétrange.
Su población en el censo de 1999 era de 377 habitantes.
Está integrada en la Communauté de communes du Pays de Fénétrange .

## Demografía
| 362 | 386 | 383 | 365 | 372 | 377 |
| Para los censos de 1962 a 1999 la población legal corresponde a la población sin duplicidades (Fuente: INSEE [Consultar]) |     |     |     |     |     |

- Datos: Q22023
- Multimedia: Romelfing / Q22023

1. ↑  Worldpostalcodes.org, código postal n.º 57930.
2. ↑  INSEE, Datos de población para el año 2012 de Romelfing (en francés).